# Testina (elettrotecnica)

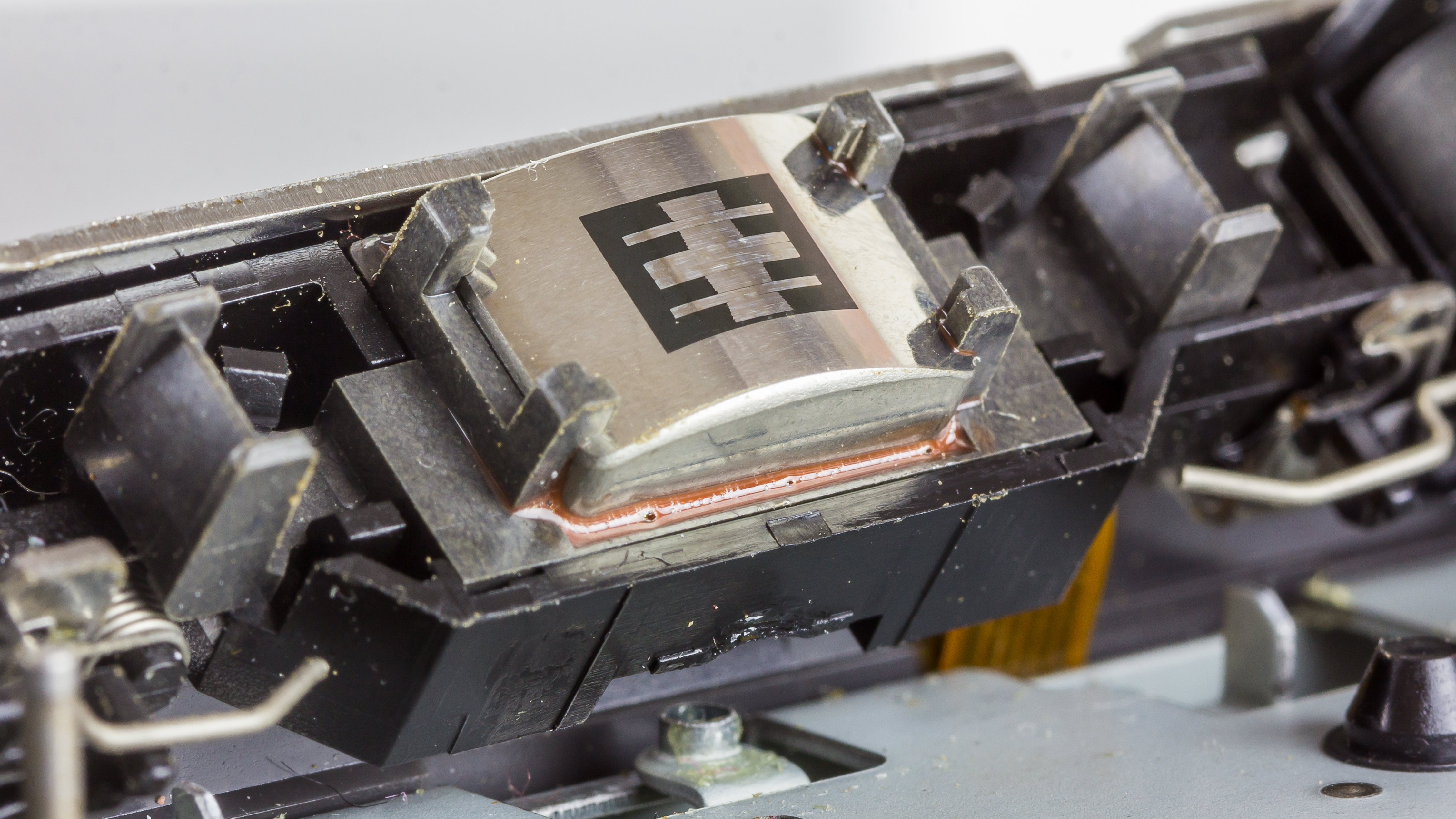
Testina magnetica di un riproduttore di audiocassette

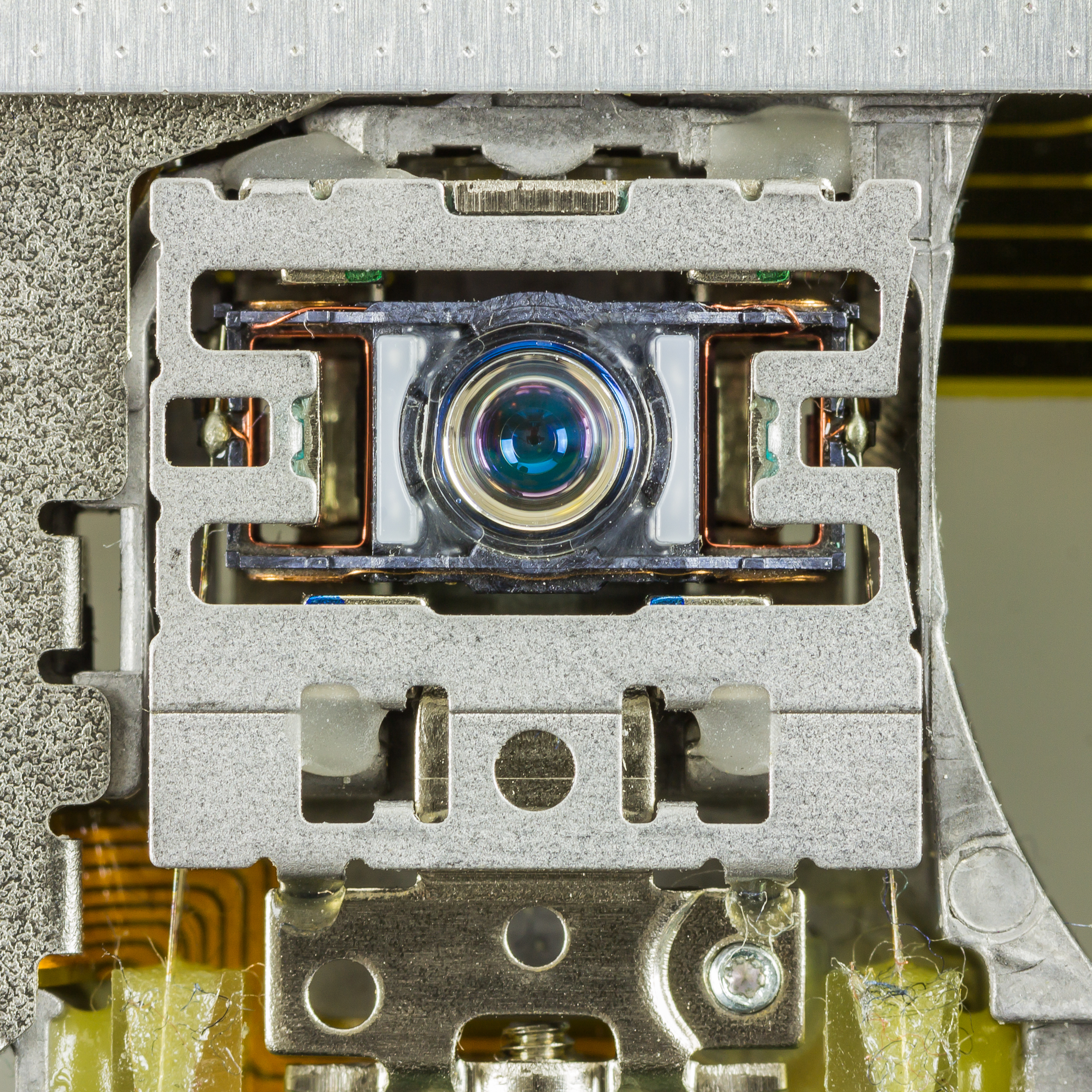
Testina ottica di un lettore/masterizzatore CD/DVD per laptop

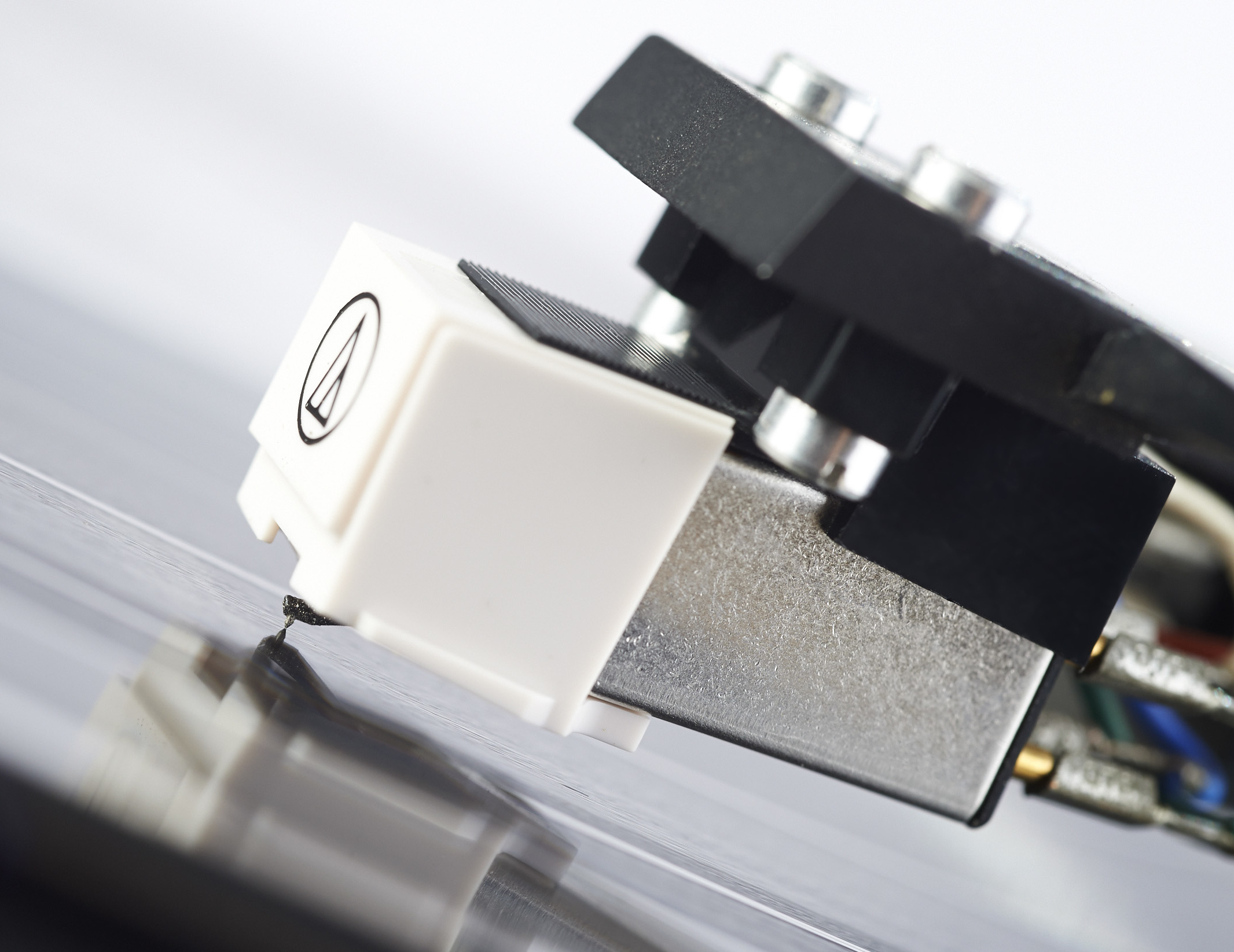
Una testina fonografica Audio-Technica su un disco in vinile

Una testina è un'interfaccia fisica tra un dispositivo riproduttore e un supporto di memoria di massa registrabile.
Sono di solito classificate in base alla tecnologia alla loro base; può essere una testina di lettura se serve solo a leggere il supporto, oppure testina di registrazione se serve anche a scrivere sullo stesso. A seconda del livello qualitativo e della classe degli apparecchi, le testina di registrazione e di riproduzione possono essere fisicamente separate o meno.

## Classificazione

### Tecnologia
I tre tipi di registrazione più comuni sono:
- magnetica - Le testine di registrazione magnetica usano i principi dell'elettromagnetismo per orientare in maniera leggibile dipoli di un mezzo paramagnetico, come l'ossido di ferro. Le testine magnetiche sono costruite in ferrite, permalloy o sendust, che al momento (2007) è il materiale più usato allo scopo.
- ottica - Le testine di registrazione ottica usano i principi dell'ottica e la luce per inviare energia al supporto, il quale trasforma l'energia in maniera leggibile (per esempio, per fusione o reazione fotochimica.
- meccanica - Le testine di registrazione meccanica, come quelle usate dal fonografo e dal grammofono, incidono fisicamente il supporto trasferendo energia meccanica, in una configurazione (profondità, dimensione, orientamento) leggibile come suono.
- fonografica - è utilizzata nei giradischi per rilevare la traccia audio dei dischi in vinile, per mezzo di una puntina.

### Funzione
Si possono classificare le testine in base alla loro funzione:
- registrazione - Queste testine provvedono a inviare il segnale elettrico al supporto.
- riproduzione - Queste testine rileggono il segnale dal supporto, riconvertendolo in un segnale elettrico.
- cancellazione - Sui sistemi magnetici, questo tipo di testine sparpaglia i dipoli di una precedente registrazione, cancellandola.
- confi - In uso su alcuni videoregistratori professionali, queste testine di lettura riproducono il segnale appena registrato, permettendo così di monitorare la registrazione mentre questa viene eseguita.